# Club Baloncesto Myrtia
O Club Baloncesto Myrtia Murcia, também conhecida como Real Murcia Baloncesto por motivos de patrocinadores é um clube profissional de basquetebol localizado na cidade de Murcia, Espanha que atualmente disputa a Liga LEB Prata. O clube manda seus jogos como mandante no Pavilhão Príncipe de Astúrias com capacidade para 3.500 espectadores.

## Histórico de temporadas
| Temporada | Nível | Liga         | Pos. | V-D   | Resultado |
| --------- | ----- | ------------ | ---- | ----- | --------- |
| 2014–15   | 5     | 1er División |      |       |           |
| 2015–16   | 4     | Liga EBA     | 2    | 13–5  |           |
| 2016–17   | 4     | Liga EBA     | 1    | 16–2  | Promovido |
| 2017–18   | 3     | LEB Prata    | 5    | 18-12 |           |

Fonte:eurobasket.com